# Свято пампуха

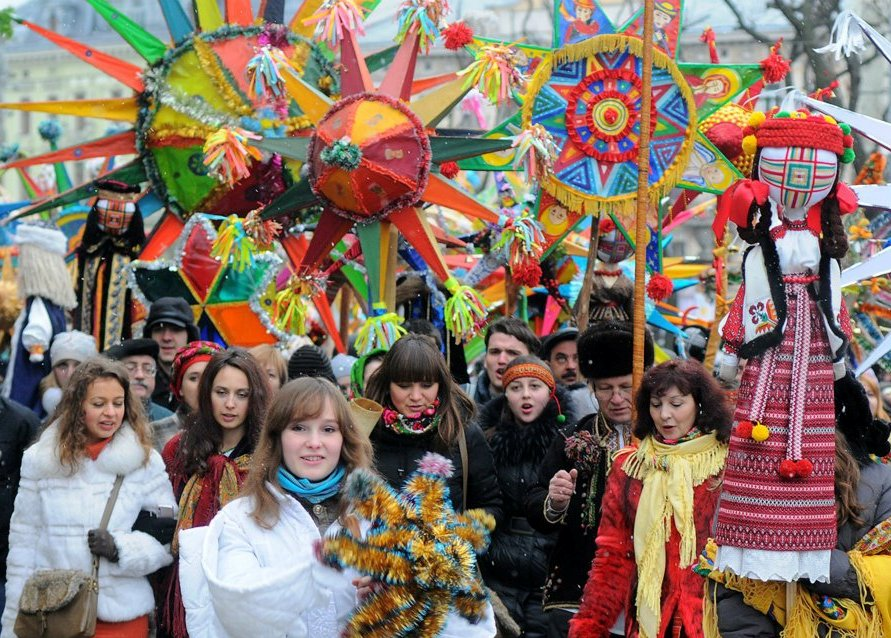
Парад вуличних вертепів. Львів.

Представник Книги Рекордів Гіннеса Джек Броксанк зафіксував світовий рекорд з пампухів. Львів.

Свято Пампуха. Міське Свято Пампуха у Львові (фестиваль «Пампушок», фестиваль пампухів) — щорічний фестиваль у Львові, який проводиться під час Різдва Христового з метою популяризації традиційної української страви — пампуха. Організатор: компанія з організацій подій № 1 у Львові «Дік-Арт».. Виникнення Свята Пампуха так прокоментував керівник компанії «Дік-Арт» Андрій Сидор:
|  | Приготування й споживання пампухів настільки захопило львів'ян, що переросло в окреме свято — Свято Пампуха |

## Свято Пампуха— 2008 р
13 січня у Щедрий вечір у Львові, на площі Ринок, вперше відбулося Свято Пампуха. Відвідувачам пропонували дізнатися про єврейські, вірменські, американські рецепти пампухів. Спеціально до свята львівські пекарі випекли 3 тис. пампухів. Також пампухи пекли і безпосередньо під час фестивалю на площі Ринок. Дітей ведучі свята пригощали безкоштовними пампухами. Також на площі було встановлено сцену, де проходили різноманітні конкурси.

## Свято Пампуха— 2009 р
25 січня Розпочалося Свято Пампуха на проспекті Свободи (площа перед Оперним театром), а продовження з розіграшем лотереї, фінальною частиною конкурсів, святковим концертом та святковою кухнею було вже у Музеї народної архітектури та побуту (Шевченківському гаю). Цього дня у Львові можна було досхочу поласувати різдвяними смаколиками, найпопулярнішими й найсмачнішими пампухами. Під час свята проходило безліч конкурсів та забав. Також гості та мешканці міста мали можливість позмагатись за найшвидше поїдання пампухів. Німецьку меншину Львова на святі представила молодіжна організація «Дойче Югенд», a саме сімейний гурт «Familie Provozin». На святі можна було дізнатися про рецепт німецької випічки з імбирем (такий самий, як для хаток із пряників, які випікають на Різдво в Німеччині), скуштувати на смак німецькі та інші національні кулінарні традиції

## Свято Пампуха— 2010 р
Фестиваль відбувся 8-10 січня і став апогеєм різдвяних святкувань у Львові 2010. Цього року в Свято Пампуха об'єднали й інші різдвяні забави. Фестиваль почався 8 січня різдвяним парадом центральною частиною міста за маршрутом «Площа Ринок — Львівська опера — площа Ринок». Біля Ратуші відбулося урочисте відкриття, яке очолив президент України Віктор Ющенко. Впродовж трьох днів в рамках фестивалю на площі Ринок та у дворику львівської ратуші відбувалися конкурс вертепів, конкурси з випікання та поїдання пампухів, різдвяна коляда, концерти рок-гуртів «Перкалаба», «Файно» та «Бурдон», вуличні вистави від театру «Воскресіння» за участі ляльок висотою 4,5 м.

## Свято Пампуха— 2011 р
IV Свято Пампуха відбулося 8-9 січня і стало по-справжньому головною подією Різдва у Львові. IV Свято Пампуха відбулося на головній фестивальній площі міста — площі Ринок. Відчути дух Різдва разом з львів'янами приїхали туристи з Польщі, Росії, Білорусі, Німеччини, Фінляндії, Італії та інших країн. Також на Святі був представлений Різдвяний ярмарок на якому кожен зміг скуштувати пампухи з найрізноманітнішими начинками та посмакувати глінтвейном з приватної колекції виноробів Закарпаття. Протягом 2-ох днів свято, що відбувалось на площі Ринок відвідало близько 18 000 людей. Свято Пампуха вирішило відзначити Різдвяний пампух створивши найбільший в Україні пампух. Протягом другого дня свята пампухові митці працювали над створенням пампуха-велетня, що був складений з 15 тис. пампушків та діаметром 3 м. В результаті рекордно-великий пампух розрали усім охочим гостям свята

## Свято Пампуха— 2012 р
7-9 січня V Міське Свято Пампуха традиційно відбулося під час Різдвяних свят на пл. Ринок. На п'ятому міському фестивалі «Свято Пампуха» встановили Рекорд Гіннеса — львів'яни створили найбільший малюнок, складений з пампухів. Панно було розміром 4×10 м та складалося з 7040 різдвяних смаколиків. Відбулися і традиційні конкурси з випікання та поїдання різдвяних пампухів, виступи вертепів, забави для всієї родини та гучна коляда це все основні елементи Міського Свята пампуха. У ці дні до Львова з'їжджають туристи з усіх країн світу, щоб разом з львів'янами поринути у різдвяний вир однієї з найголовніших подій у християнстві

## Свято Пампуха— 2013 р
Традиційно в часі Різдва 7-9 січня у Львові відбулося VI Міське Свято Пампуха..
Підвівши рекордні підсумки, цього року Свято Пампуха в своїх масштабах зросло більше ніж удвічі. Про це свідчать такі цифри та факти:
- Протягом трьох днів площу Ринок відвідало 'понад 100 тис. львів'ян та гостей міста'.
- Спеціально до Свята Пампуха майстри-звіздарі створили 'рекордну у Львові Різдвяну Зірку'. Чотириметровою красунею можна було милуватись протягом усіх різдвяних свят.
- У '«Пампуховій хаті» з'їли понад 50 тис. пампушків'. Українські, німецькі, американські, з пудрою, солодкі і не дуже, з маком або з шоколадом — найрізноманітніші види цих пампушків можна скуштувати в одному місці.
- '«Львівська різдвяна пошта» відправила 4,5 тис. різдвяних листівок' у різні куточки світу: Бразилію, Мексику, Італію, Іспанію, Німеччину, Чехію, Росію, Польщу та інші країни нашої планети. До їх створення долучились відоме ArtAtelierVoytovych, львівський художник Мар'ян Пиріжок та шаржист з Коломиї Ігор Бежук.
- Свято безкоштовно пригощало усіх охочих 'понад 6 000 пампушками'.
- У фінал '«Конкурсу господинь»' увійшли чотири господині з фірмовим рецептом пампушка. 'Перемогла 16-річня Оля', яка здобула звання «Найкраща господиня 2013 року» та головний приз — хлібопічку.
- Перемогу за 'найшвидше поїдання пампушків здобув львів'янин Олег'. Він зумів пройти у фінал, де за 3 хв. упорався з трьома пампушками. Новий «Пампухоїд-2013 року» отримав приз — величезну корзину з копченостями.
- На головній сцені Свята Пампуха виступив 31 вертеп, всі вони взяли участь у '«Конкурсі на найкращий вертеп». Перше місце здобув вертеп «Три перлини для Ісуса»' від УДЮМКу Сихівського району та Марійської дружини ЦРПБ.
- 'У «Конкурсі ангелів та чортів» обрали «наймилішого ангела» — 4-річну Софійку' від вертепу Фонду Святого Володимира та '«найгіршого» чорта — 20-річного Юрія' з «Антикризового вертепу» від Студентського братства ЛНУ ім. І. Франка та Студентського братства Львівщини.
- А також на Святі роздали понад 1000 порцій святкової куті'.[9]

## Фестивалі Львова організовані компанією «Дік-Арт»
- VI Міське Свято Пампуха
- VI Національне Свято Шоколаду
- III Фестиваль писанок у Львові
- ІІІ Міський фестиваль Пива
- VI Міське свято «День Батяра у Львові»
- ІІ Гастрономічний фестиваль «Львів на тарілці»
- VI Міжнародний фольклорний фестиваль «Етновир»
- VII Міське свято «На каву до Львова»
- IV Міське свято Сиру і Вина